# Anisochilus henryi
Anisochilus henryi là một loài thực vật có hoa trong họ Hoa môi. Loài này được K.Ravik. & V.Lakshm. mô tả khoa học đầu tiên năm 1999.